# Гречневая мука

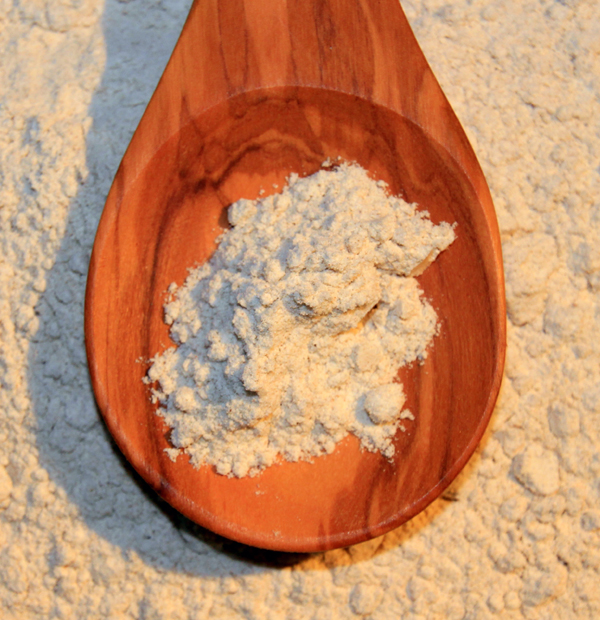
Гречневая мука

Гречневая мука — пищевой продукт, получаемый помолом очищенного зерна гречихи или гречневой крупы. Применяется в детском и диетическом питании. Для выпечки хлебобулочных и кондитерских изделий используется в смеси с пшеничной и ржаной мукой. Богата витаминами группы B и антиоксидантами.
На производство гречневой муки первого сорта идёт ядро гречихи, очищенного зерна гречихи пятой и шестой фракции или готовой гречневой крупы. При производстве хлебобулочных изделий доля гречневой муки, по рекомендациям, должна составлять ¼—½ от массы муки. Если содержание гречневой муки в общей мучной массе превышает 20 %, такая мука начинает рассыпаться, поскольку ей не хватает клейковины.
В России из гречневой муки, для клейкости в смеси с пшеничной, пекут гречневые блины, которые получаются с красивым кофейным оттенком. В Бельгии гречневые блины с изюмом жарят на свином сале. В немецкой кухне на гречневой муке пекут бисквитные торты и добавляют в качестве наполнителя в вестфальскую кровяную колбасу панхас. В Голландии подают популярный десерт «поффертье», сделанный из гречневой муки. В Польше делают чёрный хлеб с гречкой, который называется «татарчух».

## Галерея

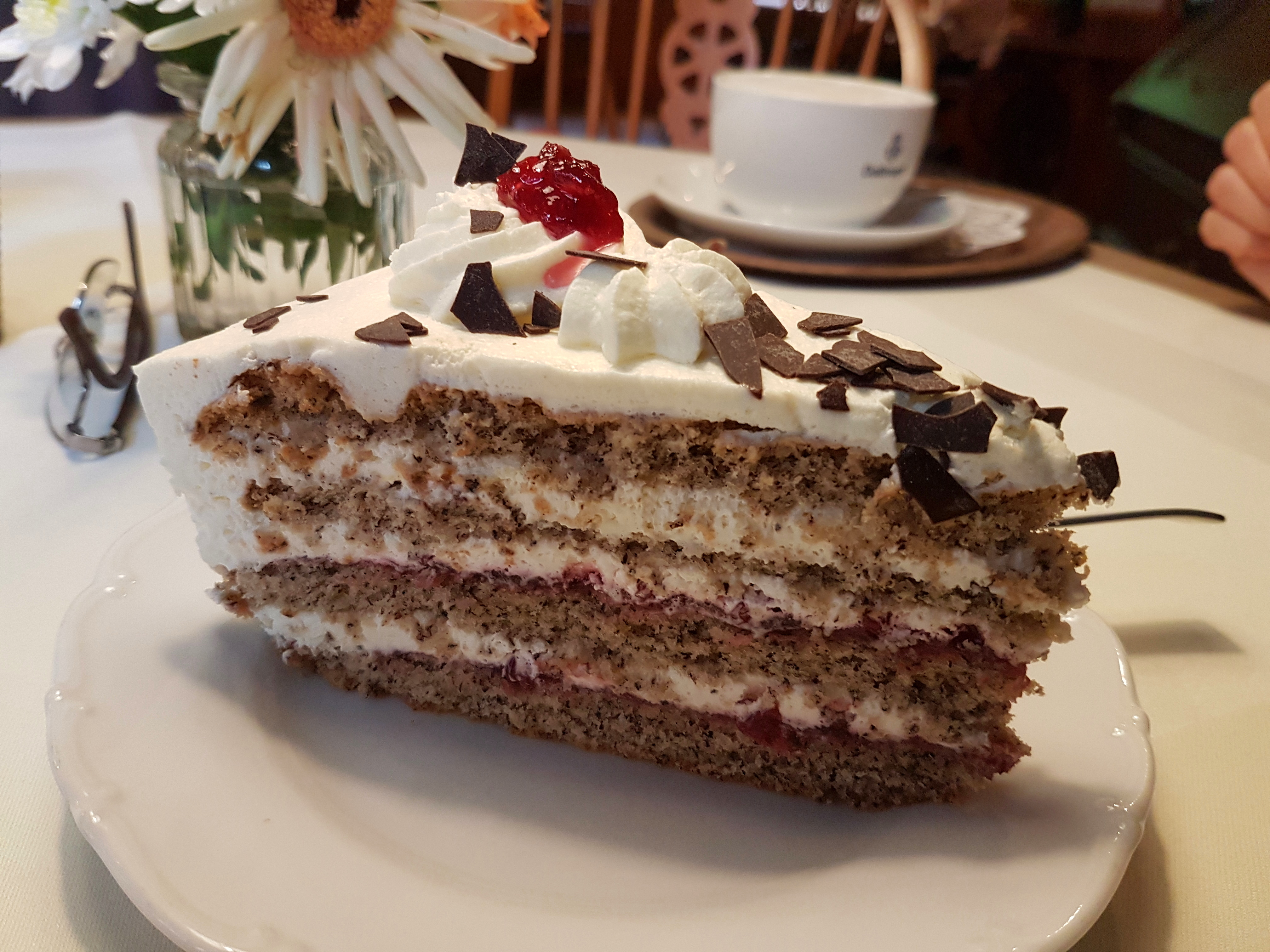
Немецкий гречневый торт
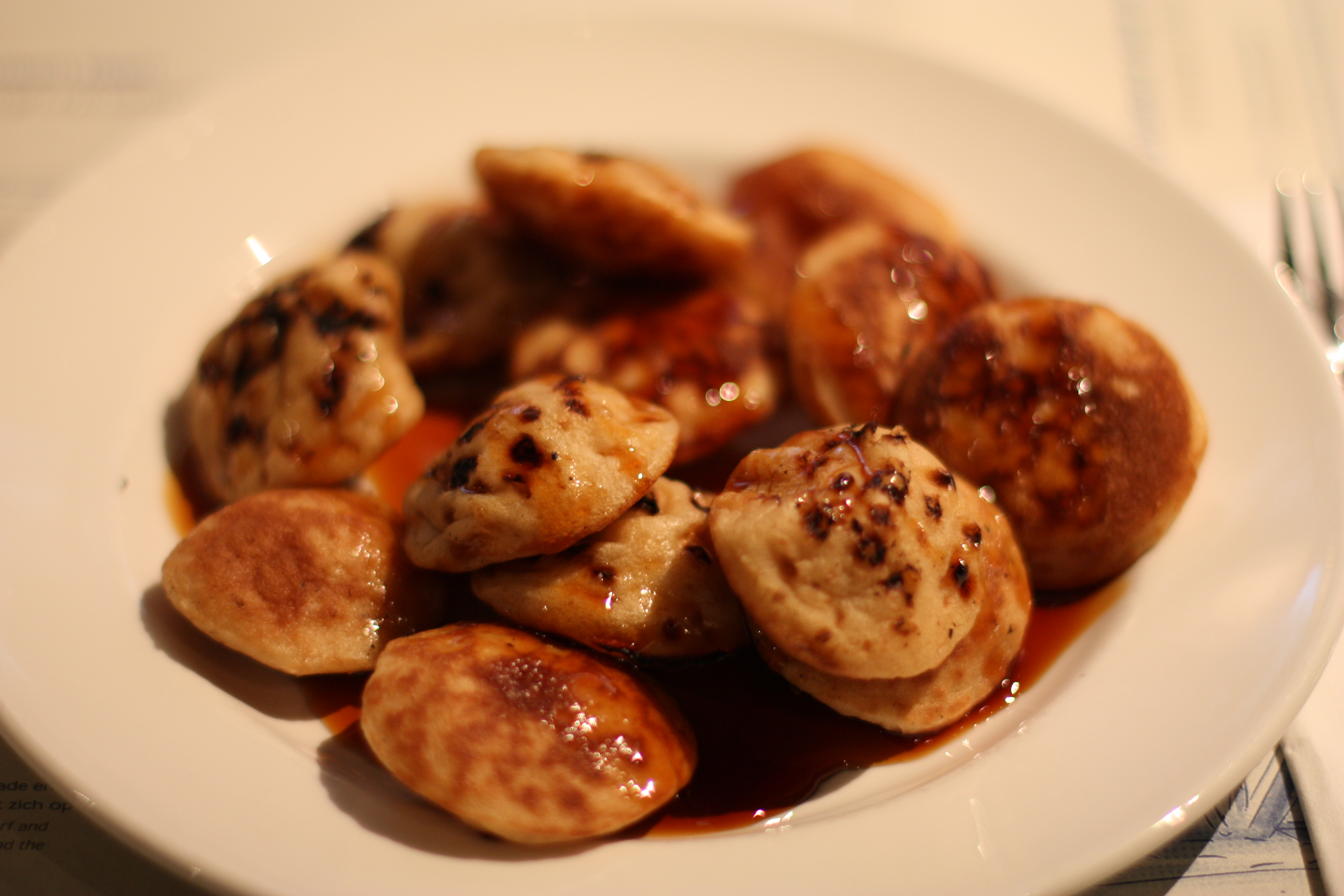
Поффертье
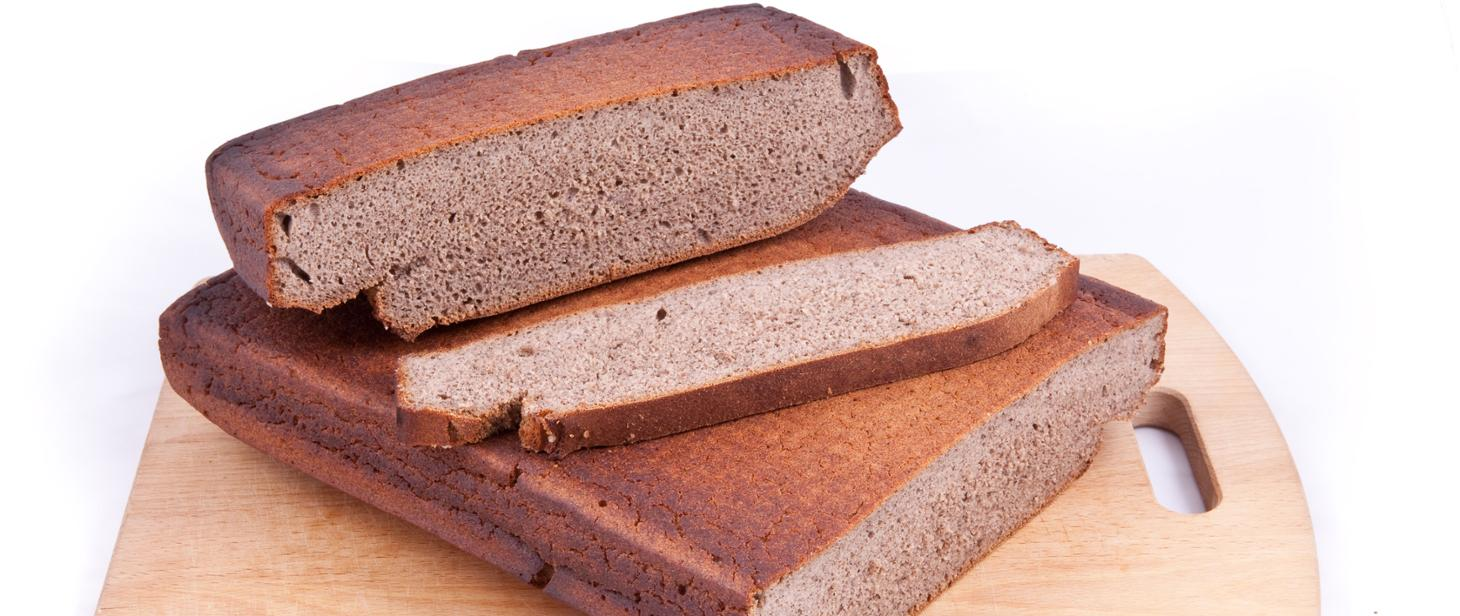
Татарчух